# プラスチック爆薬

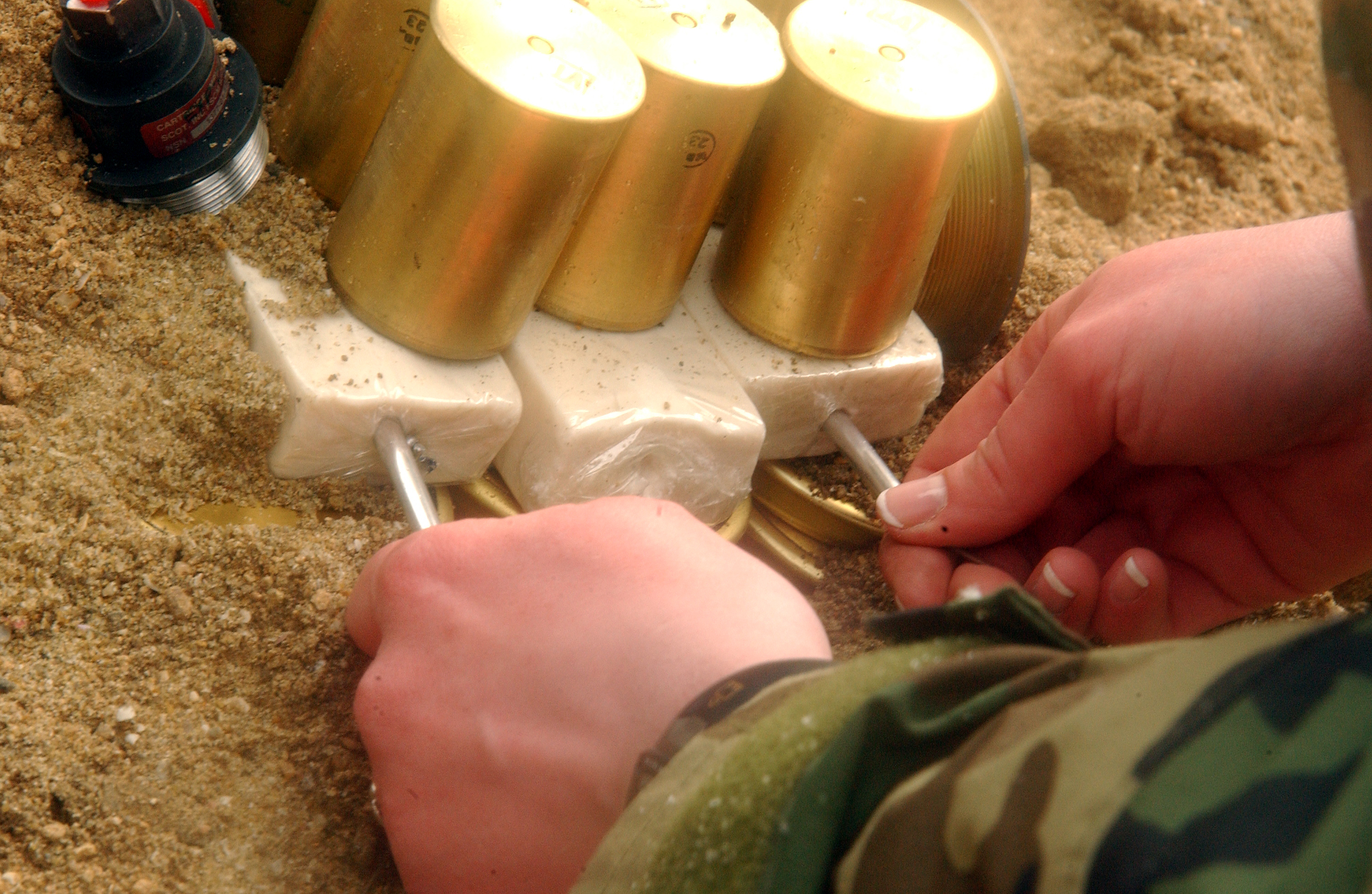
C-4に信管を挿入する作業、乳白色のブロック形状をした物体がC-4である

プラスチック爆薬（プラスチックばくやく、英語: plastic explosive）とは、可塑性を持つ混合爆薬のこと。
日本国の法律に基づく名称では「可塑性爆薬」と呼称する。C-4やセムテックスなどがある。

## 概要
第二次世界大戦中にアメリカ軍が開発。名称のプラスチック（plastic）とは合成樹脂のことではなく原義の「可塑性」を意味し、粘土のように容易に変形できることが特徴である。
小分けや変形により爆発のコントロールが容易であることから、周囲に影響を与えずに限定された対象を爆破する目的に適しており、主に既存構築物の破壊のために使用される。壁に円形に配置して爆破させて穴を開けたり、柱に孔を開けて爆薬を仕込んで爆破して切断するなどの方法が取られる。
迅速な陣地構築の必要がある工兵にとって不可欠な装備であり、近年では武装勢力による自爆テロなどに多用される。また民間でも建築物の爆破解体に用いられる。

## 歴史
最初のプラスチック爆薬は1875年にアルフレッド・ノーベルによって発明されたゼリグナイトと言われている。
第二次世界大戦時の一般的なプラスチック爆薬はイギリスの会社ノーベル・ケミカル社によって開発された「Explosive No.808（通称：ノーベル808）」である。特徴的なアーモンド臭がする緑色のプラスチック爆薬で破壊活動任務のためにイギリスの特殊作戦執行部(SOE)により広範囲に用いられた。
第二次世界大戦の間にアメリカではRDXベースの新型プラスチック爆薬としてコンポジションC、C-2、C-3が開発された。これらは従来の爆薬よりも感度が低く、可塑性を持っていた。
C-3は非常に効果的だったが、寒冷地ではひび割れを起こすなどして脆くなった。そのため、改良型として1960年代にC-4が開発された。
同時期にチェコでもペンスリットとRDXを使用したセムテックスが開発された。

## 主なプラスチック爆薬
世界で広く普及している、代表的なものとしてC-4がある。これは、ニトロトルエン、ジニトロトルエン、トリニトロトルエン、テトリル、ニトロセルロース、シクロテトラメチレンテトラニトラミン（別名 オクトーゲン、HMX）、ワックスなどを混合した油状物質を主成分であるトリメチレントリニトロアミン（別名 ヘキソーゲン、RDX）に混合したもの（配合割合はRDX 91%に対し可塑剤 9%前後）。粘土のような柔軟な可塑性がある。結合剤や可塑剤の配合により硬いものも調製できる。青みを帯びたオレンジ色の閃光を放つ。
国家ごとに組成や呼び方が異なり、以下のように呼ばれている。
- アメリカ - Composition 4, C-4
- イギリス - DEMEX, ROWANEX, PE4
- フランス - PE4, PLASTRITE (FORMEX P 1)
- ポーランド - PWM, NITROLIT
- ドイツ - Sprengkörper DM12, (Sprengmasse, formbar)
- ユーゴスラビア - PP–01 (C4)
- スロバキア - CHEMEX (C4), TVAREX 4A
- オーストリア - KNAUERIT
- スウェーデン - Sprängdeg m/46
- チェコスロバキア - セムテックス

## 法規制
日本では「可塑性爆薬に含める物質等を定める告示」（平成9年通商産業省告示第548号）によって爆発物マーカーを添加含することが法律で義務付けられている。
また、爆発物マーカーが義務化する以前の爆薬の販売、贈与を行った場合にはかならず相手の身元を帳簿に記載することを火薬類取締法で義務付けている。
諸外国でも可塑性爆薬の探知のための識別措置に関する条約の批准国では爆発物マーカーを添加含することが法律で義務付けられている。

## 性能
- 密度 : 1.6g/cm3
- 爆発速度 : 約8,092m/s

爆薬単体は安定で鈍感であるため、温度・引火・振動で爆発することはない。火をつけると緩やかに燃焼する。爆発させるためには、電気の通電による起爆が必要となる。

## 毒性
噛むと甘い味がするため、味見をする兵士が多くいるが、自衛隊やアメリカ軍で使用しているC-4には現在では法律上の義務で爆発物マーカーとして毒性の強い第1種指定化学物質であるエチレングリコールジニトラートが重量比で0.2%添加されているため中毒症状を起こすので口に入れてはならない。また、C-4の主材料であるRDXにも中枢神経に作用する毒性があり、噛んだぐらいでは急性症状は出ないが大量に摂取するとてんかんのような症状を起こす。アメリカ軍ではベトナム戦争当時に多数の中毒者を出したため摂取は厳しく禁止されている。さらに、火をつけると燃えるのでしばしば固形燃料として用いられることがあるが、この際も煙を吸い込まないように注意する必要がある。
日本でエチレングリコールジニトラートの添加が開始されたのは1997年からであり、それ以前に製造された古いプラスチック爆薬では噛んだぐらいで急性中毒症状が出ることは無かったため、自衛隊が隊員に摂取させて中毒を起こした事例が発生している。

### 中毒事例
- トリプラー陸軍病院の調査では、ベトナム戦争中に87人がC-4による中毒で入院、内5人が死亡している。